# Památník partyzánského hnutí Noční přechod
Památník partyzánského hnutí Noční přechod je památník obětem Nočního přechodu v obci Morávka v okrese Frýdek-Místek. Památkově chráněn je od roku 1958 a 6. října 1978 byl prohlášen za národní kulturní památku. Odhalen byl 19. srpna 1968.

## Historie
Za 2. světové války se obyvatelé aktivně účastnili partyzánského odboje. V prosinci roku 1944 nacisté partyzánskou skupinu dopadli a po výslechu a mučení se jim podařilo získat informace o jejich spolupracovnících: 14 obyvatel obce bylo popraveno, 10 deportováno do koncentračního tábora. Památník partyzánského hnutí byl roku 1978 prohlášen národní kulturní památkou.

## Popis
Sousoší, které se nachází na nízkém podstavci, vytvořil akademický sochař Miloš Zet a vytesal to ze spišského travertinu. Skupina tři osob znázorňují symbolicky partyzány na pochodu. První muž drží na pravém boku samopal na řemenu a druhý, stojící za prvním, nese na levém rameni kulomet. Poslední třetí partyzán jde za druhým a opírá se o něho levou rukou. 

## Fotogalerie

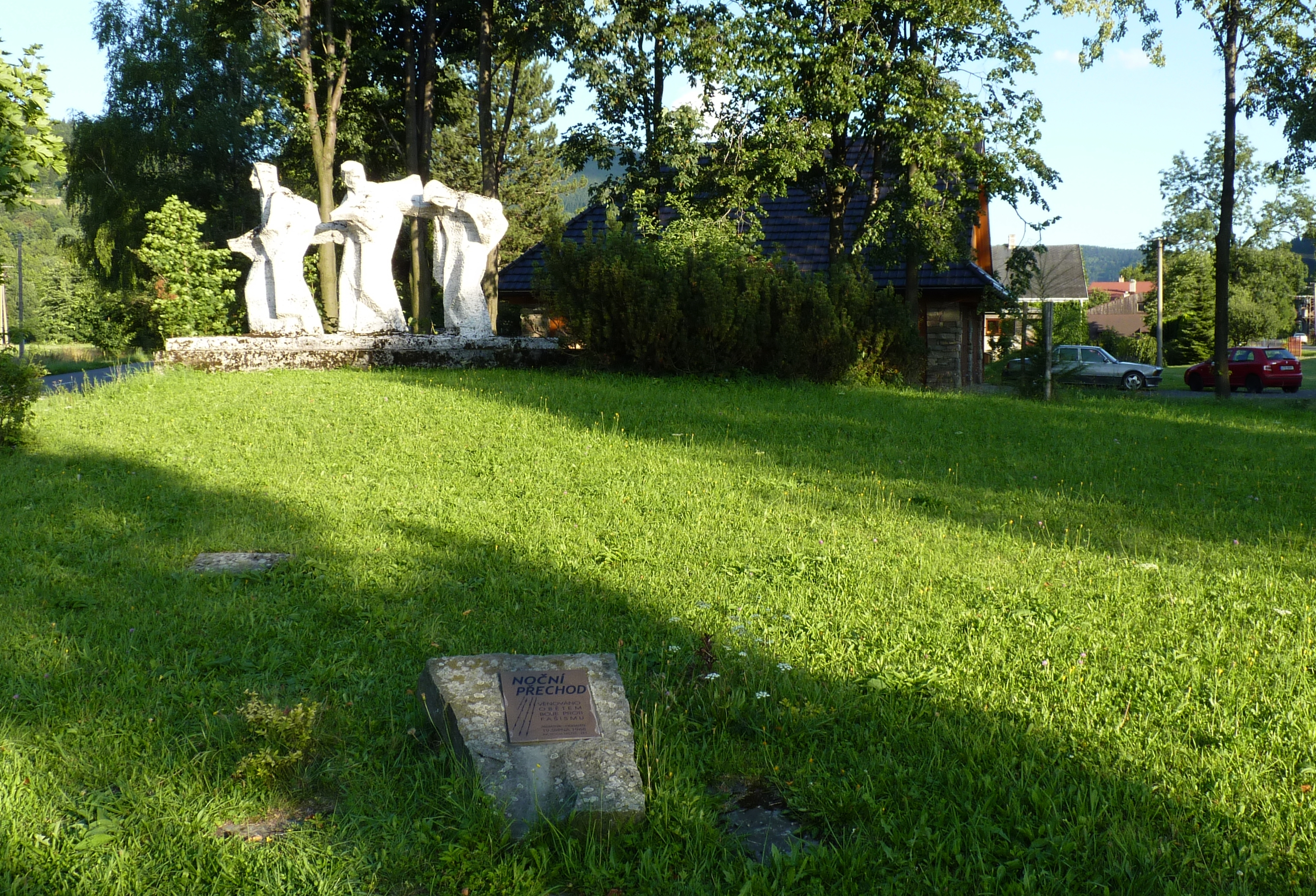
Památník s informační deskou
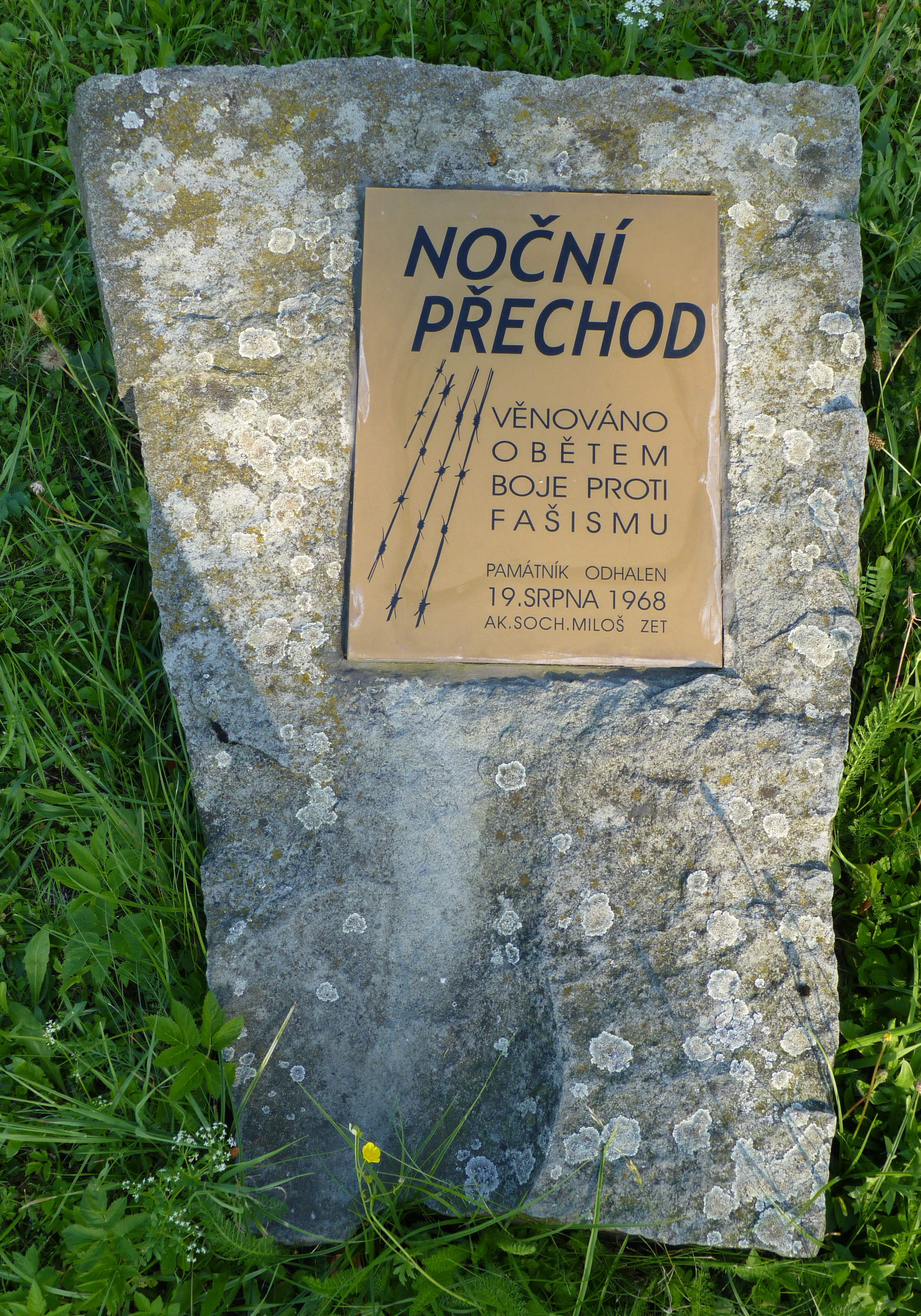
Informační deska